# 陕西紫堇
陕西紫堇（学名：Corydalis shensiana），为罂粟科紫堇属下的一个植物种。